# Copestylum quadratum
Copestylum quadratum är en tvåvingeart som först beskrevs av Samuel Wendell Williston  1891.  Copestylum quadratum ingår i släktet Copestylum och familjen blomflugor. Inga underarter finns listade i Catalogue of Life.